# 桂兴镇
桂兴镇，是中华人民共和国四川省广安市前锋区下辖的一个乡镇级行政单位。

## 行政区划
桂兴镇下辖以下地区：
金桂社区、漾水村、天才村、横店村、洪锅村、大店村、响水村、方山村、七田村、旭丰村、界牌村、明光村、水洞村、五里村、联丰村、桂花村、双村、洞坪村、春木村、渔桥村、工农村、新建村和高原村。